# Hypagyrtis unipunctata
Hypagyrtis unipunctata là một loài bướm đêm trong họ Geometridae.

## Hình ảnh

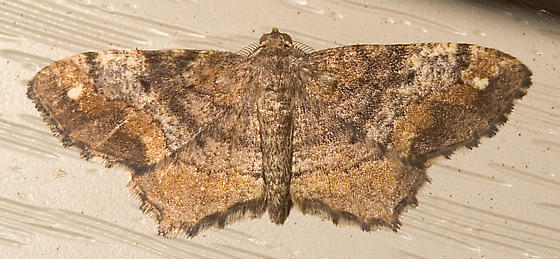
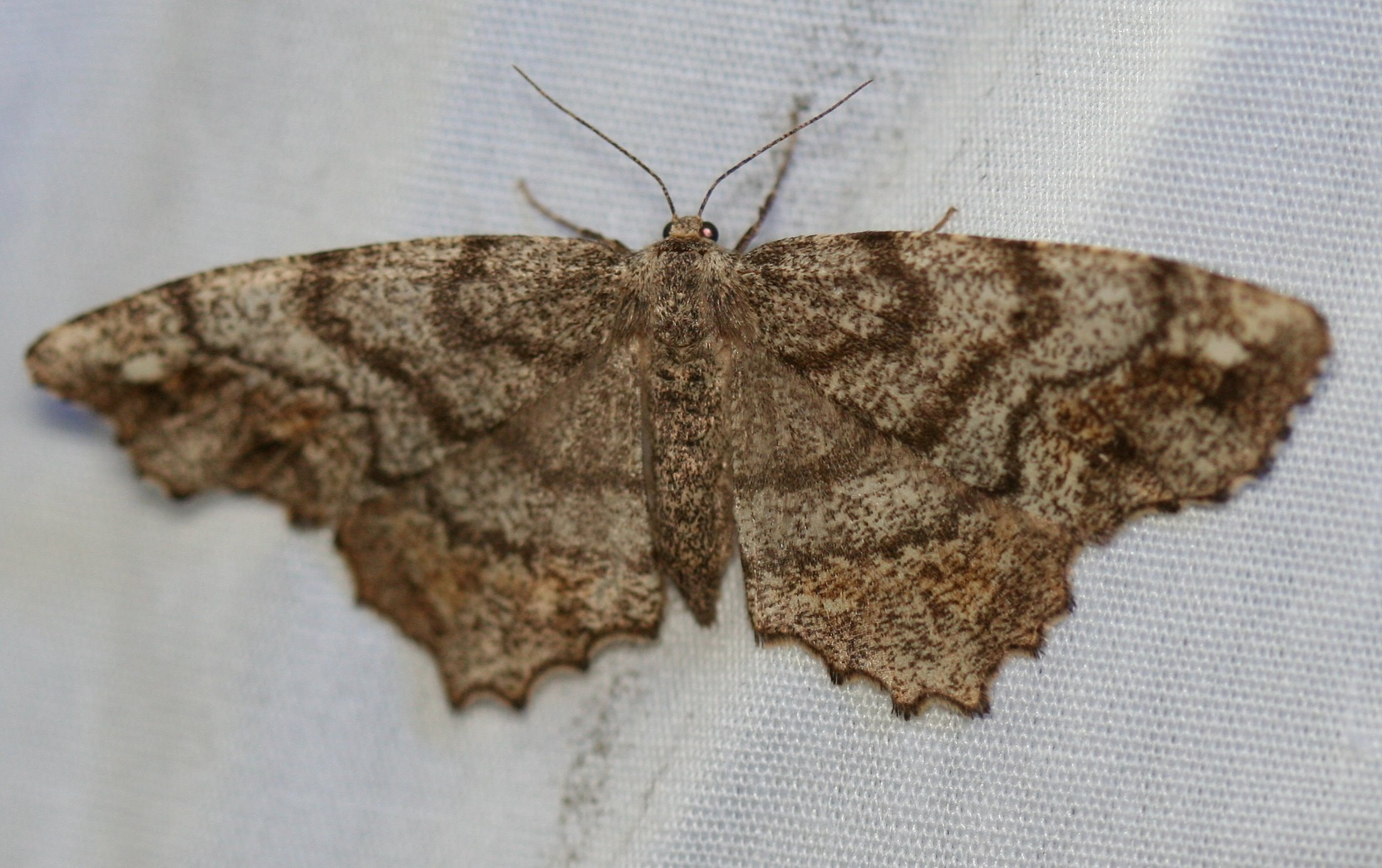
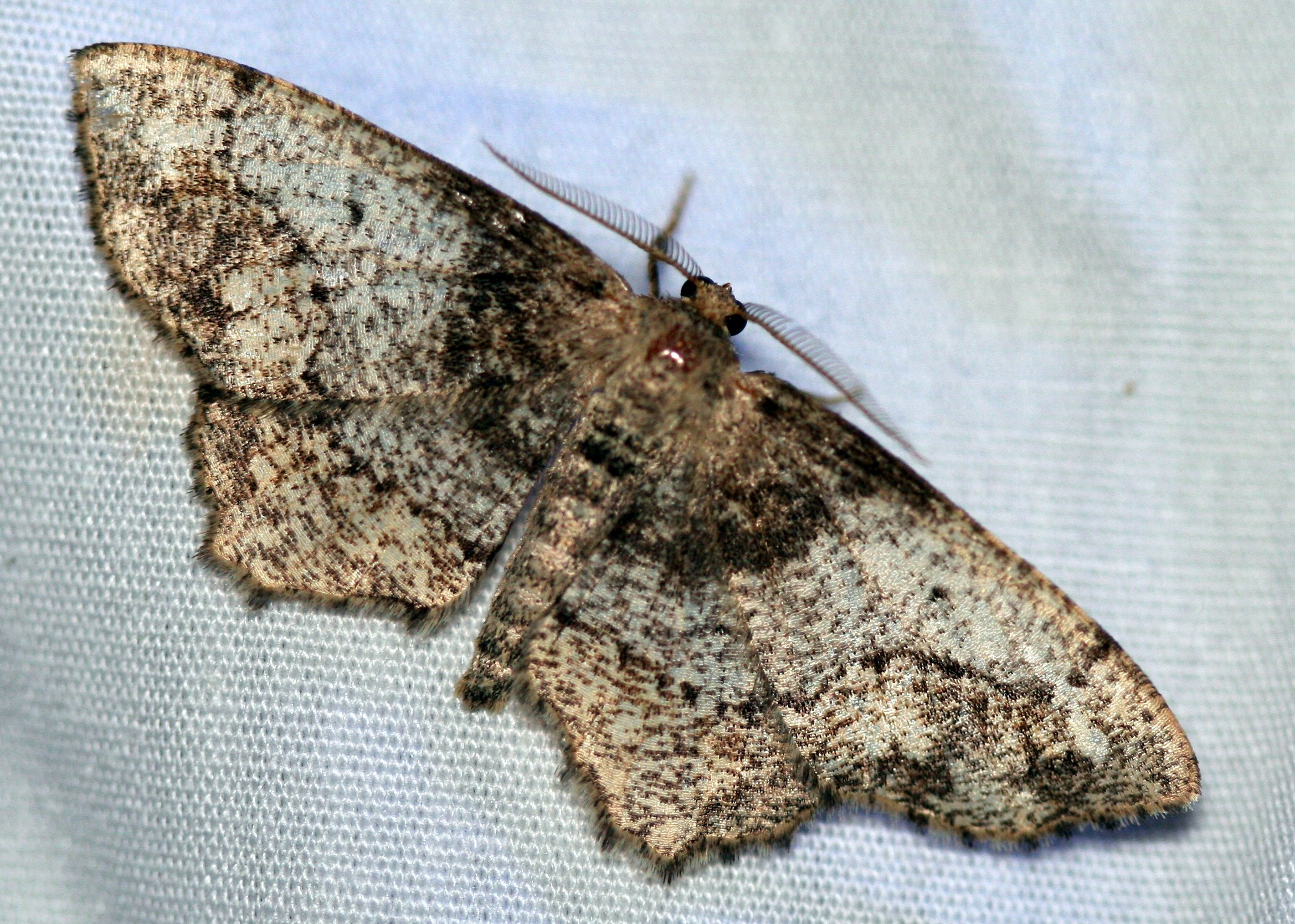